# Zielony Dół (parów)
Zielony Dół – parów w północnej części Pasma Sowińca w Lesie Wolskim w Krakowie.
Zielony Dół wcina się w dolną część północnych stoków wzgórza Sowiniec. Zaczyna się płytką depresją na wysokości około 230 m n.p.m., niżej przechodząc w parów. Opada w północnym kierunku do bezleśnych obszarów Woli Justowskiej (obecnie jest to Dzielnica VII Krakowa zwana Zwierzyńcem). Jest całkowicie porośnięty lasem. Ma jedno odgałęzienie (prawe). W drzewostanie dominuje dąb, buk i brzoza.
Tuż po wschodniej stronie parowu Zielony Dół znajdowała się dawniej polana Zielony Dół z jednym domem. W 2019 roku jednak polana zarasta lasem. W parowie Zielony Dół jest skała Wolski Murek, na której uprawiana jest wspinaczka skalna, oraz dwie jaskinie – Jaskinia w Lesie Wolskim i Jaskinia w Zielonym Dole i Schronisko w Zielonym Dole.
Do północnych podnóży Lasu Wolskiego poniżej parowu Zielony Dół podchodzi niewielka, kilkudomowa ulica Zielony Dół.

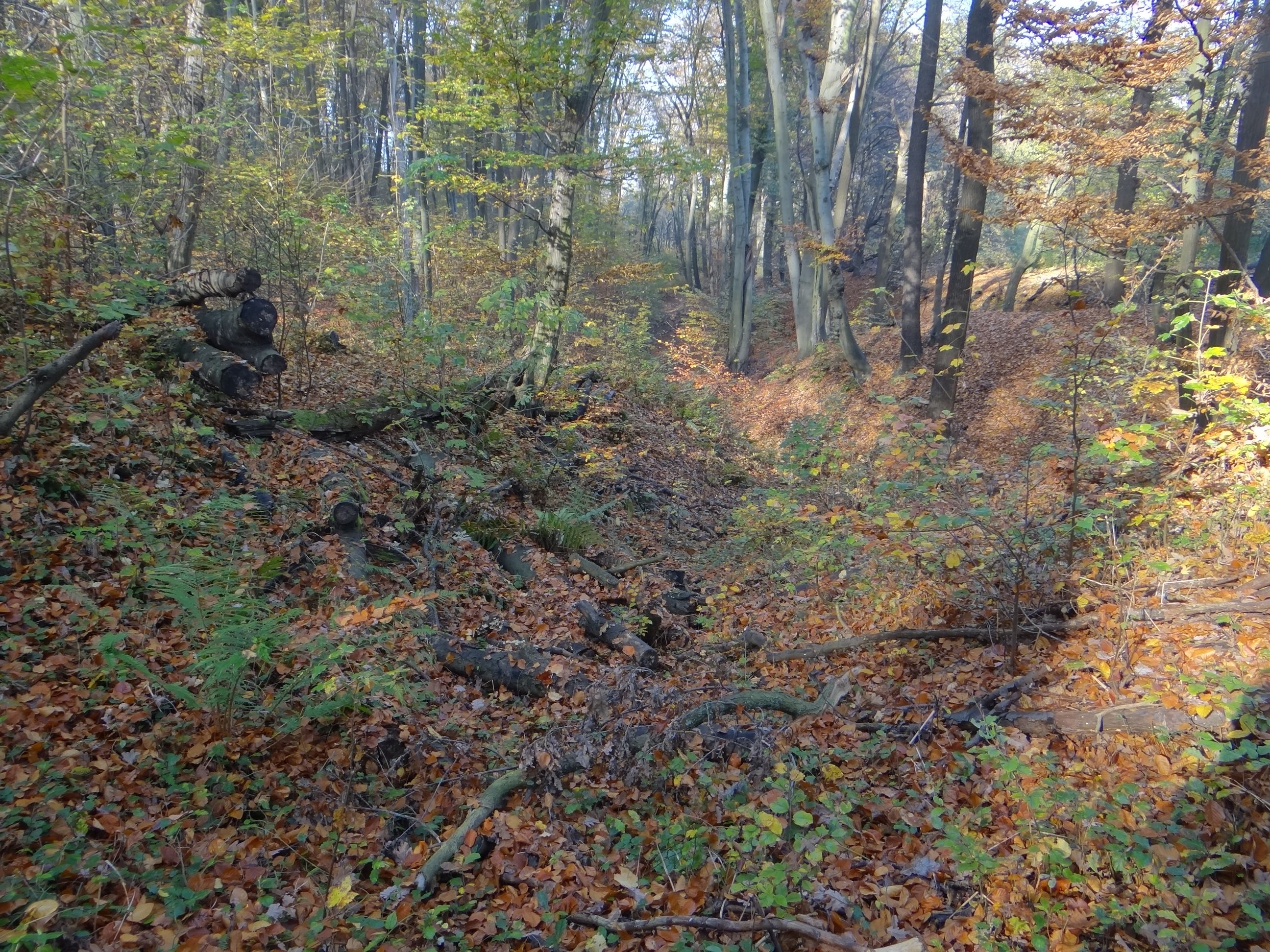
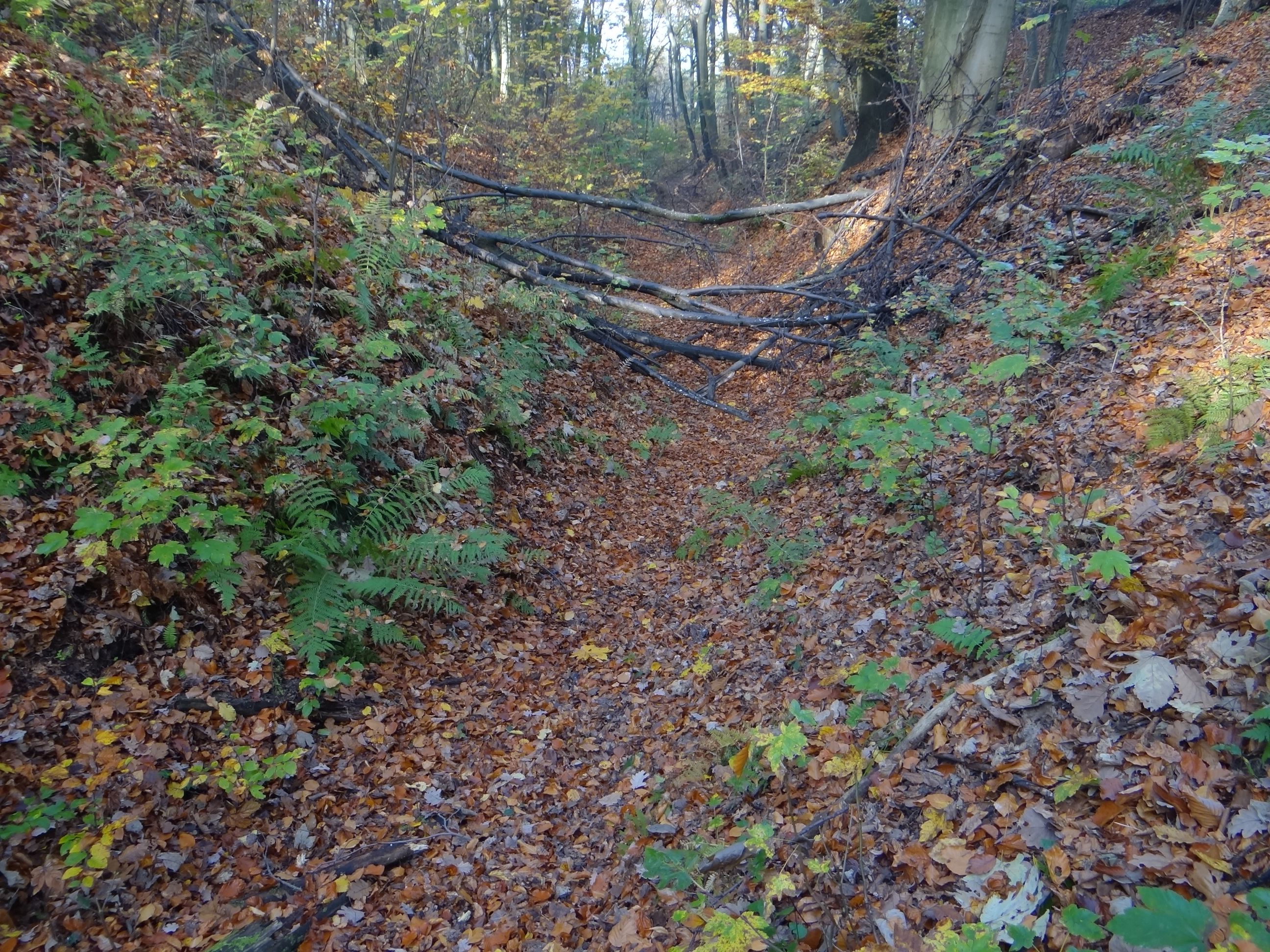
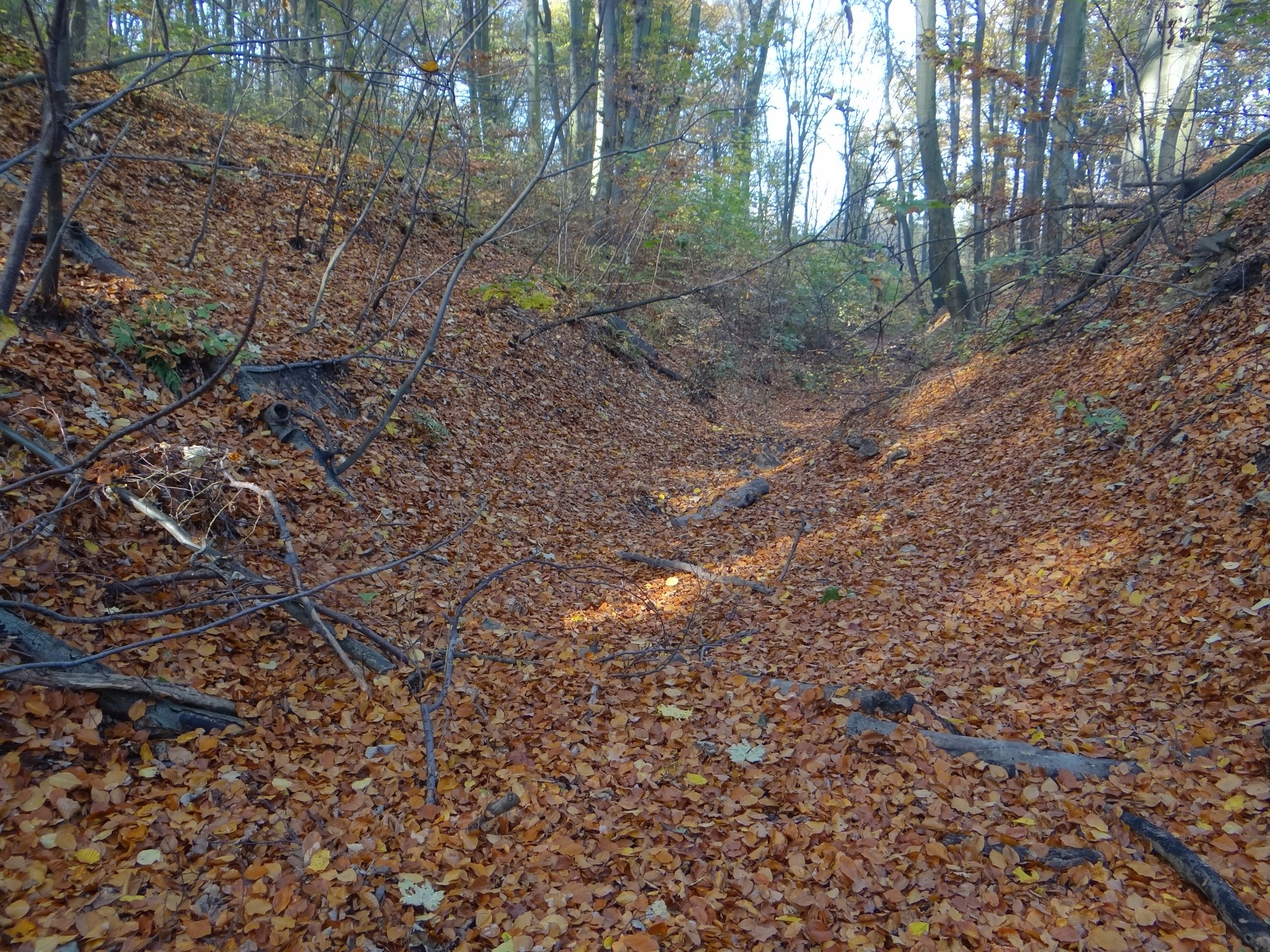
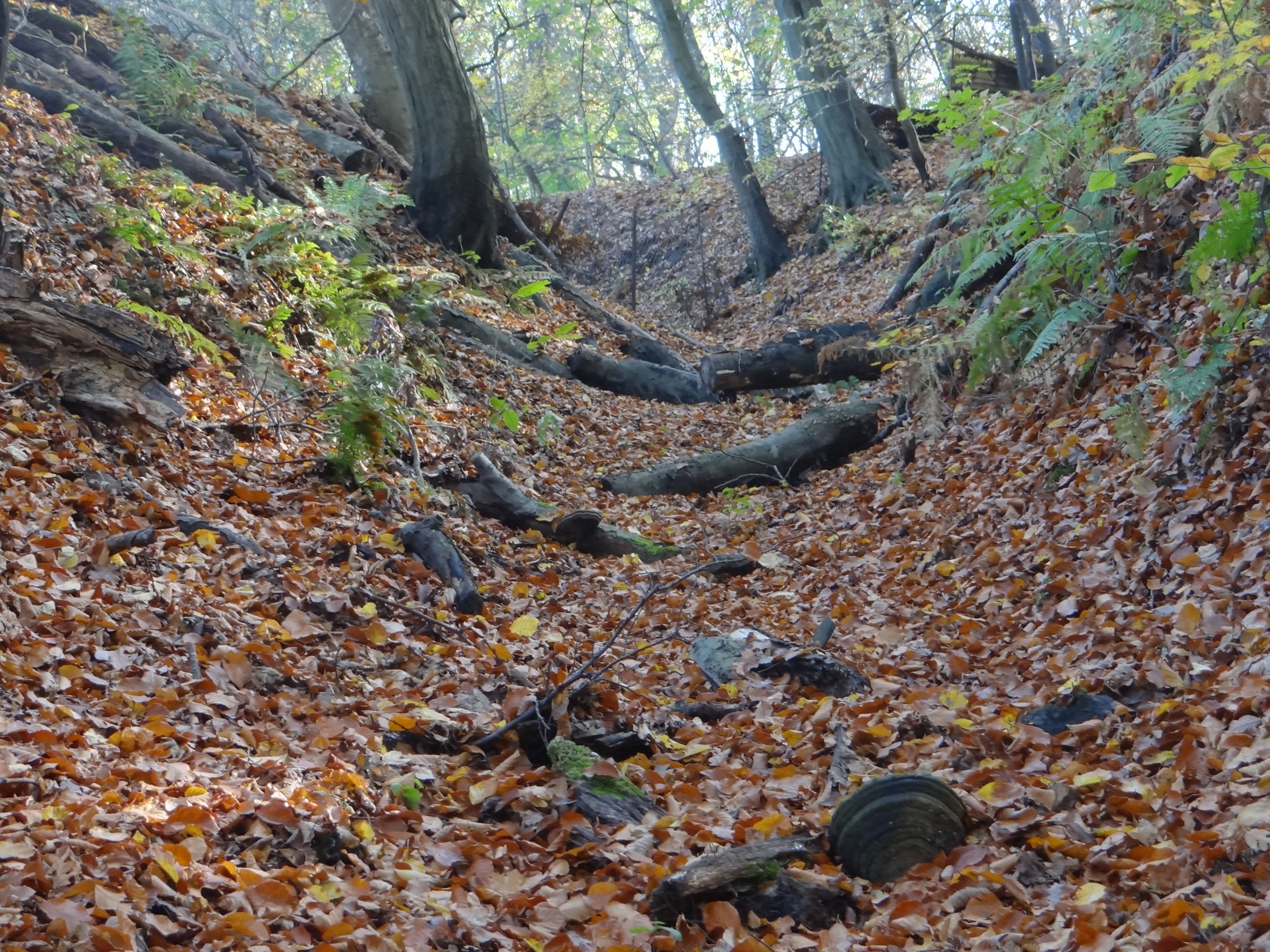